# 고오리모치
고오리모치(일본어: 氷餅) 또는 시미모치(일본어: 凍み餅) 또는 시미고오리(일본어: 凍み氷)는 일본의 겨울철 보존 식품으로, 떡을 물에 담가 식힌 것을 찬바람에 쐬어 건조시켜 만든다. 먹을 때는 뜨거운 물에 녹여 설탕을 쳐서 먹는다. 주로 도호쿠 지방에서 만들어지던 식품이었으나 현재 생산량은 감소하고 있다.

## 상세
일본에서 가마쿠라 시대 때부터 유래한 것으로, 주로 도호쿠 지방부터 신에쓰 지방까지의 한랭지에서 기근에 대비해 비축하는 음식인 동시에 평상시에 먹는 음식으로 만들어 먹었다. 일본에서는 전통적으로 정월대보름 전후에 쳐낸 떡이나 남은 떡을 고오리모치로 다시 만들어둔 다음, 모내기철이나 음력 정월대보름 (6월 1일) 즈음에 먹는 지방이 많았다. 에도 시대에는 한때 일반 백성의 개인조리 금지령을 내리기도 하였으나 메이지 시대 이후로 재개되었다는 연구가 있다.
고오리모치는 일년 중 가장 추운 때에 생산되지만 그 질은 기상여건이 크게 영향을 준다. 일반 쌀 뿐만 아니라 밥을 지어 먹기엔 부적절한 싸라기를 가루로 내어 우엉과 수리취 가루 등과 섞은 다음, 떡을 만들어 그것을 고오리모치로 만들기도 한다. 이때 같이 들어가는 우엉과 수리취는 떡을 말릴 때 균열이 나는 것을 억제하는 역할을 해주는 것으로 알려져 있다. 일반적으로는 적당한 크기로 자른 떡을 물에 담근 후, 찬공기에 노출시켜 동결과 용해를 반복, 그렇게 한 달 정도 걸어두어 건조시켜 만든다. 또 콩과 참깨를 부재료로 넣을 수 있다.
고오리모치는 물에 담가 말랑말랑하도록 만들어 먹는 것부터 불에 쬐여 구워먹기도 하며, 볶아서 먹거나 건조된 상태로 으스러뜨려 화과자의 재료로 삼을 수도 있다.